# Panamas herrlandslag i fotboll
Panamas herrlandslag i fotboll (spanska: Selección de fútbol de Panamá) kontrolleras av Panamas fotbollsfederation.

## Historik
Panamas fotbollsförbund bildades 1937 och är medlem av Fifa och Concacaf. Panama spelade sin första officiella herrlandskamp i fotboll den 28 juli 1937, då man spelade 2-2 mot Mexiko i Cali.

### VM
- 1930 till 1974 - Deltog ej
- 1978 till 2014 - Kvalade inte in
- 2018 - Första omgången
- 2022 - Kvalade inte in

Panama tog sig vidare till slutomgången i 2006 års kval till VM i Tyskland men slutade där sexa och sist med endast två oavgjorda matcher. I oktober 2017 kvalificerade sig Panama för första gången till ett VM-slutspel, och VM 2018 i Ryssland blev därmed deras första.

### CONCACAF-mästerskap
- 1941 - 4:e plats
- 1943 - Deltog ej
- 1946 - 5:e plats
- 1948 - 3:e plats
- 1951 - 1:a plats
- 1953 - 7:e plats (sist)
- 1955 - Deltog ej
- 1957 - 4:e plats
- 1960 - Deltog ej
- 1961 - Första omgången
- 1963 - Första omgången
- 1965 - Deltog ej
- 1967 - Kvalade inte in
- 1969 - Kvalade inte in
- 1971 - Deltog ej
- 1973 - Deltog ej
- 1977 - Kvalade inte in
- 1981 - Kvalade inte in
- 1985 - Kvalade inte in
- 1989 - Kvalade inte in
- 1991 - Kvalade inte in
- 1993 - Första omgången
- 1996 - Kvalade inte in
- 1998 - Kvalade inte in
- 2000 - Deltog ej
- 2002 - Kvalade inte in
- 2003 - Kvalade inte in
- 2005 - 2:a plats
- 2007 - Kvartsfinal
- 2009 - Kvartsfinal
- 2011 - Semifinal
- 2013 - 2:a plats
- 2015 - 3:e plats
- 2017 - Kvartsfinal

Enda mästerskapssegern kom 1951. Panama vann hemmamästerskapet före Costa Rica efter 2-0 och 1-1 i inbördes möten.
En stor framgång var finalmatchen i 2005 års Gold Cup. Panama spelade mållöst mot hemmalaget USA och föll sedan på straffsparkar (1-3). I semifinalen hade man eliminerat grannen Colombia efter 3-2. Även 2013 slutade laget på andra plats, efter finalförlust mot USA.

### Copa Centroamericana
- 1991 - Kvalade inte in
- 1993 - 3:e plats (delad)
- 1995 - Första omgången
- 1997 - Första omgången
- 1999 - Deltog ej
- 2001 - 4:e plats
- 2003 - 4:e plats (delad)
- 2005 - 4:e plats
- 2007 - 2:a plats
- 2009 - 1:a plats
- 2011 - 3:e plats
- 2013 - 5:e plats
- 2014 - 3:e plats

Turneringen för de centralamerikanska lagen är samtidigt ett kval till Concacaf Gold Cup där de tre eller fyra främsta går vidare till slutspelet. Panamas främsta resultat är en tredje plats 1993 där man tog sista platsen till Gold Cup efter slantsingel mot El Salvador.

### Copa América
- 1916 till 1991 - CONCACAF bjöds inte in
- 1993 till 2015 - Inte inbjudna
- 2016 - Första omgången

### Fotnoter
1. ↑  ”Men's Ranking”. Fifa. https://inside.fifa.com/fifa-world-ranking/men?dateId=id14415. Läst 2 juli 2024.
2. ↑  ”Panama till VM” (på svenska). Göteborgsposten. 11 oktober 2017. http://www.gp.se/sport/panama-till-vm-efter-sp%C3%B6km%C3%A5l-1.4720107. Läst 8 juni 2018.
3. ↑  Erik Karlsson (11 oktober 2017). ”Panama till VM” (på svenska). Sportbladet. https://www.aftonbladet.se/sportbladet/fotboll/a/OG2Ml/panama-till-vm--efter-spokmal. Läst 8 juni 2018.